# Свети Йоан Обсечен (Конюх)
„Свети Йоан Обсечен“ (на македонска литературна норма: „Свети Јован Опсечен“) е православна църква в кратовското село Конюх, североизточната част на Северна Македония. Част е от Кумановско-Осоговската епархия на Македонската православна църква.

## Местоположение
Църквата е разположена северно от Конюх и ююжно от античния град на Големо градище.

## История
Църквата е еднокорабен храм, построен в 1955 година върху северозападния дял на Конюшката ротонда, голям раннохристиянски епископски храм, открит в 1918 година от слепия дядо Зафир от Конюх.